# فهد الرشیدی
فهد الرشیدی (عربی: فهد الرشيدي؛ زاده ۳۱ دسامبر ۱۹۸۴) یک بازیکن فوتبال اهل کویت است.
وی همچنین در تیم ملی فوتبال کویت بازی کرده است.